# Wikmani poisid
Wikmani poisid (estn., deutsche Übersetzung: Wikmans Zöglinge, 2017) ist der Titel eines Romans des estnischen Schriftstellers Jaan Kross (1920–2007).

## Entstehungs- und Publikationsgeschichte
Nachdem Jaan Kross sich bis dahin mit dem Genre des historischen Romans befasst hatte, wandte er sich in der Phase der Singenden Revolution seiner eigenen Geschichte zu. 1987 war der Roman Das Gegenwindschiff erschienen, der größtenteils im 20. Jahrhundert spielt und das Leben des Optikers Bernhard Schmidt (1879–1935) behandelt. Während Kross Mitte der 1980er-Jahre an diesem Roman arbeitete und unter anderem auch zu einem längeren Studienaufenthalt nach Hamburg-Bergedorf reiste, erfuhr er, dass noch ein Neffe seines Protagonisten am Leben war und auf Mallorca wohnte. Er hätte ihn gerne besucht und interviewt, erhielt dazu aber keine Erlaubnis von den Behörden. Aus Enttäuschung darüber legte Kross den Schmidt-Roman für eine Weile beiseite und wandte sich einem Thema zu, bei dem er sich auf seine eigene Erinnerung stützen konnte und nicht ins Ausland fahren musste: Die eigene Schulzeit.
Dennoch vollendete er erst den Schmidt-Roman und publizierte 1988 Wikmans Zöglinge, ohne Vorabdruck in der Zeitschrift Looming wie sonst häufig üblich. Der Roman erschien im Verlag "Eesti Raamat" in einer Auflage von 50.000 Exemplaren und umfasste 525 Seiten. Eine Neuauflage erschien 1998 im Rahmen von Kross‘ gesammelten Werken, danach ist der Roman noch ein weiteres Mal aufgelegt worden. Außerdem existiert eine vom Estnischen Blindenverband herausgegebene CD-Version, die Aksel Küngas gelesen hat und 21 Stunden und 23 Minuten dauert.

## Romanhandlung
Die 28 Kapitel des Romans verteilen sich auf einen ersten Teil, der mit „Zehnte Klasse“ überschrieben ist und vierzehn Kapitel enthält, und einen zweiten Teil, der „elften Klasse“, die die Kapitel 15 bis 26 umfasst und im Estland der Zwischenkriegszeit der Abiturjahrgang war. Die letzten beiden Kapitel sind inhaltlich betrachtet Nachträge und spielen 1943 und 1944, während der Hauptteil des Romanes in den Jahren 1937/1938 angesiedelt ist.

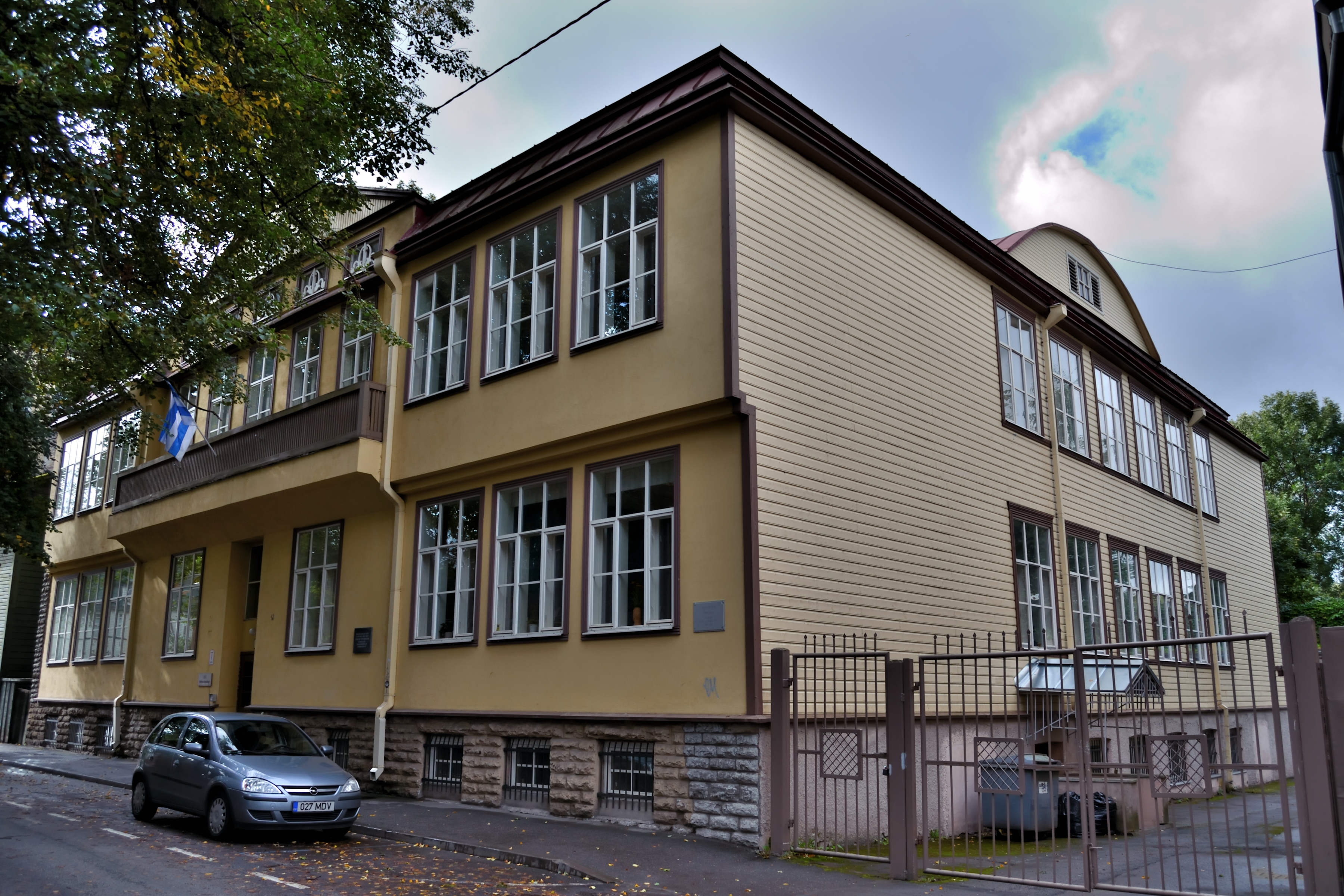
Das Jakob Westholmsche Gymnasium, erbaut 1913

Die – heute noch bestehende, nur zwischenzeitlich umbenannte – Schule, auf der Jaan Kross 1938 tatsächlich Abitur machte, hieß das Jakob Westholmsche Gymnasium und ist hier im Titel also nur der Form halber verfremdet. Das Gleiche trifft auf die Personen – Schüler wie Lehrer – zu, die alle unter nur leicht verändertem Namen auftreten, aber von Zeitgenossen leicht erkannt werden. Der Autor selbst tritt als „Jaak Sirkel“ auf, wie auch in einigen anderen Werken von Jaan Kross.
Die Handlung beginnt mit dem Verweis des Schülers Juhan Pukspuu wegen groben Unfugs – im Religionsunterricht war der Papierkorb explodiert, wobei der frömmelnde und belächelte Religionslehrer Herr Tooder um ein Haar erblindet wäre. Da dies kein Zufall war, sondern von den Schülern mit Hilfe von Magnesium kollektiv arrangiert worden ist, erfolgt eine strenge Untersuchung und Befragung seitens des Schulinspektors. Die Schüler streiten alles ab, bloß gibt Pukspuu zu, ein Streichholz angezündet zu haben, was für ihn dann eben schicksalhaft wird. Allerdings lässt ihm die Direktion eine Hintertür offen: Sollte er am Ende des Schuljahres alle Prüfungen für den Eintritt in die elfte Klasse bestehen, darf er zurückkommen. Diesen Vorschlag aufgreifend legen die sich schuldig fühlenden Mitschüler zusammen und geben das Geld einem von ihnen, der Pukspuu mit Hilfe von Nachhilfestunden auf dem Laufenden halten soll. Auserkoren hierfür wird Richard (Riks) Laasik, der einer der besten Schüler ist, gleichzeitig aber aus armen Verhältnissen stammt und das Geld daher gut gebrauchen kann.
In der Folge werden verschiedene Episoden aus dem Schulalltag geschildert, wobei neben phantasievollen Schülerstreichen auch ernsthafte Probleme und Diskussionen Heranwachsender dargestellt werden. Gleichzeitig wird die politische Situation innerhalb eines autoritären, aber nicht totalitären Staates beleuchtet, der sich – wie seit eh und je – im Spannungsfeld zwischen West und Ost befindet, das in der fraglichen Periode zu einem Spannungsfeld zwischen Kommunismus und Faschismus geworden ist.
Parallel dazu steht eine sich zaghaft entfaltende Liebe im Zentrum der Handlung, die durch die Existenz eines „klassischen“ Liebesdreiecks jedoch verkompliziert wird: Der relegierte Schüler Juhan Pukspuu hat zwei Schwestern, Aino und Virve. Die ältere Aino ist mit einem anderen Klassenkameraden liiert, während Virve sowohl die Aufmerksamkeit des „Nachhilfelehrers“ Riks Laasik als auch des Vermittlers, Freundes und Klassenprimus Jaak Sirkel auf sich zieht. Die Konkurrenz zwischen den beiden Schulkameraden sorgt für ein zusätzliches Spannungsmoment des Romans und bleibt bis zum Ende unaufgelöst.
Das Buch endet im übertragenen Sinne abermals mit einer Explosion, denn als nichts anderes kann man den Zweiten Weltkrieg, der nach der Sowjetisierung von Estland eine deutsche Okkupation mit sich brachte, bezeichnen. Die Schlusskapitel spielen in dieser Zeit, als die Jungen ihr fünfjähriges Abiturjubiläum feiern und der Autor den einzelnen Schicksalen nachgeht. Im letzten Kapitel schließt sich der Kreis symbolisch durch die Erwähnung des Schicksals von Herrn Tooder: Wie viele Esten wählte auch er 1944 den Weg ins Exil, um einer neuerlichen sowjetischen Besetzung zu entkommen. Allerdings ist eine Flucht im Ruderboot über die Ostsee inmitten eines starken Herbststurms ein hoffnungsloses Unterfangen. Tooder tut es dennoch und betrachtet dies als Prüfung seiner Festigkeit im Glauben. Jaak Sirkel, der auf der Suche nach Virve in einem Sommerhaus an der Küste war und dort Tooder traf, verweigert ihm seine Hilfe, lässt ihn aber kopfschüttelnd ziehen. Wieder zurück in Tallinn erfährt er, dass auch Virve den Weg ins westliche Exil angetreten hat.

## Bewertung
Der Roman steht in einer Tradition von „Schülerromanen“ innerhalb der estnischen Literatur: Der populärste estnische Roman aller Zeiten, Kevade ('Der Frühling', 1912/1913) von Oskar Luts, thematisiert die russifizierte Volksschule am Ende des 19. Jahrhunderts, während der zweite Teil von Anton Hansen Tammsaares Pentalogie Tõde ja õigus (1929) die Privatschule von Hugo Treffner beschreibt, auf der um die Wende vom 19. zum 20. Jahrhundert jene Schüler heranwuchsen, die zu den Wegbereitern der estnischen Unabhängigkeit werden sollten. Kross‘ Roman nun beschreibt die erste Generation von Schülern, die im unabhängigen estnischen Staat herangewachsen sind und ihren gesamten Bildungsweg allein auf Estnisch durchlaufen haben. Bis 1870 war in Estland eine höhere Schulbildung ausschließlich auf Deutsch möglich, das dort lange Zeit die Sprache der Oberschicht und der Bildung war. Ab 1885 wurde das gesamte Schulsystem in Estland dem russischen Unterrichtsministerium unterstellt und der Unterricht im Rahmen sich verstärkender Russifizierungstendenzen allmählich nur noch auf Russisch erteilt.
Vor diesem Hintergrund ist verständlich, warum ein vermeintlich „simpler“ Schülerroman so große Bedeutung erlangte und von der Kritik bejubelt wurde: Sein Erscheinen in den Jahren der Singenden Revolution „ließ vor den Augen der Leserschaft genau jene Zeit wieder Revue passieren, über die man lange nur negativ hat sprechen dürfen und deren Rehabilitation bzw. in gewisser Hinsicht Wiederherstellung man nun forderte.“ Denn durch die narrative Konstruktion des Romans, in der immer wieder ein allwissender Erzähler kurzzeitig aufblitzt, wird der Leserschaft verdeutlicht, wie groß der zeitliche Unterschied zwischen der „Erzählzeit und den erzählten Ereignissen“ ist.
Der Roman ist also nicht nur ein „jugendlich sorgloses“ Werk, das zudem auch ein „schöner Roman über die erste Liebe“ ist, sondern auch der Auftakt zu einer Reihe von Prosawerken von Jaan Kross, die sich mit der jüngsten Vergangenheit Estlands und damit auch der persönlichen Vergangenheit des Autors befassen. Der Sprung vom 26. ins 27. Kapitel, mit dem fünf Jahre (1938–1943) überbrückt werden, ist dabei weder Nachlässigkeit noch Zufall. Die dazwischenliegenden Ereignisse waren dermaßen einschneidend, dass der Autor sie sich für einen anderen Roman vorbehielt, Mesmeri ring ('Der Mesmer-Kreis'), der 1995 erschien.

## Verfilmung
1995 wurde der Roman unter der Regie von Vilja Palm für das Estnische Fernsehen verfilmt, wo er in zwölf Folgen gezeigt wurde. Mitwirkende waren – bei der Darstellung der Lehrer – bekannte Schauspieler wie Mikk Mikiver oder Kaljo Kiisk sowie in den Schülerrollen Nachwuchsschauspieler wie z. B. Marko Matvere, Mait Malmsten, Ain Mäeots, Piret Kalda und Liina Olmaru. Die Kritik zeigte sich sehr beeindruckt. Die Gesamtlänge der Serie beträgt sechs Stunden und 40 Minuten, die Filmmusik hierzu stammt von Sven Grünberg.

## Ausländische Rezeption

### Rezeption in Deutschland
Da nach dem Höhepunkt der Kross-Rezeption in Deutschland im Jahr 1995 nur noch ein weiterer Roman bei Hanser erschien – Die Frauen von Wesenberg oder Der Aufstand der Bürger – und der Hanser-Verlag sich danach von Kross verabschiedete, wurden von diesem Roman zunächst nur Auszüge publiziert:
- Das zwölfte Kapitel aus „Wikmans Zöglinge“. Übersetzt von Irja Grönholm, in estonia 1/1998, S. 15–27; wiederabgedruckt in: Lichtungen 2003, S. 44–49.

- Wikmans Zöglinge. [28. Kapitel], in: Estonia 2006, S. 101–120.

2017 erschien dann der gesamte Roman auf Deutsch:
- Jaan Kross: Wikmans Zöglinge. Roman. Aus dem Estnischen von Irja Grönholm. Mit einem Nachwort von Cornelius Hasselblatt. Osburg Verlag, Hamburg 2017.

### Übersetzungen in andere Sprachen
- 2001: Finnisch – Wikmanin pojat (Kalervo Mettala). Turku: Kirja-Aurora.